# Þorsteinn Pálsson
Þorsteinn Pálsson (født 29. oktober 1947 i Selfoss) er en islandsk jurist, journalist, diplomat og politiker fra Sjálfstæðisflokkurinn. Han var Sjálfstæðisflokkurinns partileder fra 1983 til 1991, og Islands statsminister fra 1987 til 1988.

## Baggrund
Þorsteinn Pálsson blev født på Selfoss på Sydisland, som søn af økonomen Páll Sigurðsson (født 1916) og Ingigerður Nanna Þorsteinsdóttir (1920–1982). Faren var nevø af politikeren Svein Guðmundsson. Þorsteinn er gift med Ingibjörg Þórunn Rafnar (1950–), datter af politikeren Jónas G. Rafnar, de har tre børn sammen. 
Han tog studentereksamen i 1968, og blev cand.jur. fra Islands Universitet 1974. Han var formand for studentforeningen Vöka 1969–1970, samt centralstyrelsesmedlem i Sjálfstæðisflokkurinns ungdomsorganiasjon, Samband ungra sjálfstæðismanna, 1975–77. Han var journalist ved Morgunblaðið 1970–1975, redaktør af den konserative avise Visir 1975–1979. Direktør i Vinnuveitendasambands Íslands 1979–1983. Efter sin politiske karriere blev Þorsteinn ambassadør i Storbritannien 1999–2002 og Danmark 2002–2005. Han er i dag medredaktør af avisen Fréttablaðið.

## Politisk karriere
Þorsteinn Pálsso blev første gang valgt ind i Altinget i 1983, og samme år blev han partiformand. Fra 1985 til 1987 var han finansminister under statsminister Steingrímur Hermannsson fra Fremskridtspartiet, som han efterfulgte som statsminister i 1987. Han var da Islands hidtil yngste statsminister nogensinde, kun 40 år gammel. Han var også industriminister en kort periode i 1987. Som statsminister ledede han en koalitionsregering med Fremskridtspartiet, og senere også Islands Socialdemokratiske Parti. Han gik imidlertid af som statsminister i september 1988 på grund af den økonomiske krise i landet, da regeringen ikke formåede at enes om en krisepakke.
I 1991 mistede han posten som partiformand til Davíð Oddsson fra partiets højrefløj, som var partiets næstformand og borgmester i Reykjavík. Da Oddsson dannede sin første regering samme år, blev Pálsson udnævnt til både fiskeri- og landbrugsminister og justits- og kirkeminister. Han varetog begge hverv indtil 1999, da han forlod politik. Þorsteinn Pálsson tilhører partiets moderate og EU-venlige fløj og har ofte siden kritiseret Sjálfstæðisflokkurinns højredrejning. 